# Camp de réfugiés de Chamakor
 (octobre 2024).

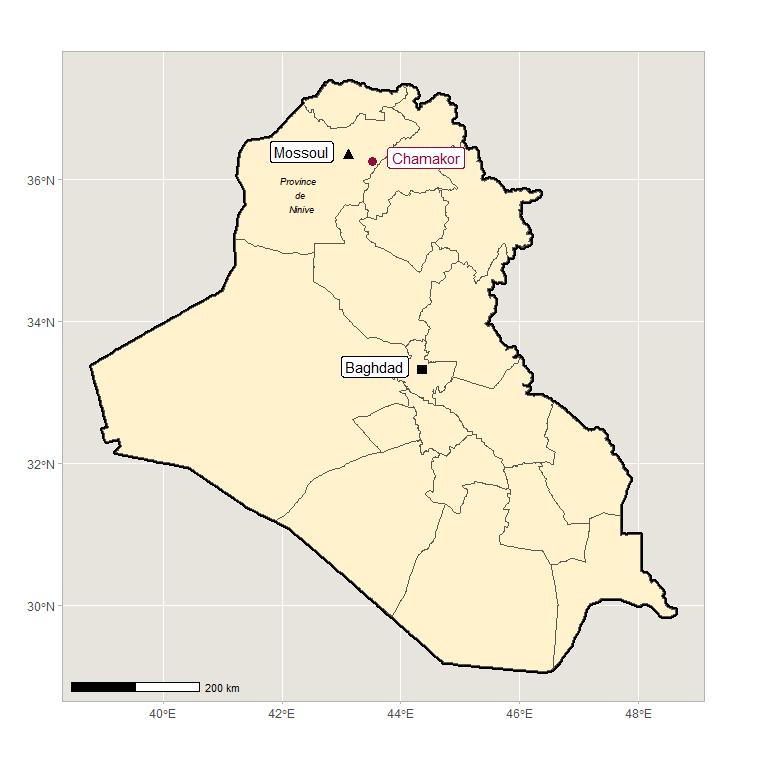
Localisation du camp de réfugiés de Chamakor, dans la province de Ninive.

Le camp de réfugiés de Chamakor est situé à 20 kilomètres à l'est de Mossoul, dans la province de Ninive. Il est ouvert le 6 mars 2017 par le Haut Commissariat des Nations unies pour les réfugiés, à la suite de l'offensive menée par la coalition internationale aux côtés des Forces irakiennes de sécurité dans le but de reprendre la ville, encore tenue par l'État islamique.
	

## Structure et logistique du camp
Le camp de Chamakor est structuré en 6 secteurs (A à F) chacun composé d'un nombre variable de blocs. Chaque bloc est doté de 16 tentes, d'installations sanitaires et d'un réservoir d'eau potable. L'unique accès du camp, situé sur la section nord de l'enceinte, se trouve entre les secteurs A et B.
Dès son ouverture, le camp de Chamakor permet l'accueil de 6 600 réfugiés. Une fois sa construction pleinement achevée, le camp est doté de 1 700 emplacements d'urgence pour une capacité finale de 10 200 personnes.
L'alimentation en électricité est assurée à l'ensemble du camp, dès le 6 août 2017 et ce sur une plage de dix heures par jour. 

## Populations accueillies
Les populations accueillies dans le camp de Chamakor sont majoritairement originaires de Mossoul : selon la classification des Nations unies, ce sont donc des déplacés internes. Souffrant de la faim, leur arrivée dans le camp leur permet d'une part d'échapper à la violence des affrontements déclenchés par l'assaut des forces de la coalition contre l'EI, mais également de fuir les exactions commises par l'organisation djihadiste depuis sa prise de la ville en juin 2014.